# Kettős ügynök (televíziós sorozat)
A Kettős ügynök (eredeti cím: Covert Affairs) 2010-ben amerikai televíziós sorozat. A műsor alkotói Matt Corman és Chris Ord, a történet pedig egy újonc CIA-ügynökről szól. A főbb szereplők közt megtalálható Piper Perabo, Christopher Gorham, Kari Matchett, Anne Dudek és Sendhil Ramamurthy.
A sorozatot az Amerikai Egyesült Államokban az USA Network adta 2010. július 13. és 2014. december 18. között. Magyarországon először a Viasat 3 mutatta be 2012. március 5-én, majd később a TV2 is műsorra tűzte 2012. november 21-én.

## Cselekmény
Annie Walker egy frissen munkába lépett CIA ügynök, aki a szervezet egyik alosztályán kerül kinevezésre terepügynökként. Kettős életet él, az ügynöklét mellett a nővérével él együtt, fedett állásban pedig a Smithsonian múzeumában dolgozik. Annie szép lassan beleszokik új munkájába, miközben próbálja azt különválasztani a munkájától, amiben segítséget nyújt neki a szervezet vak technikusa, Auggie Anderson is.

## Szereplők
| Szereplő        | Színész            | Magyar hang      |
| --------------- | ------------------ | ---------------- |
| Annie Walker    | Piper Perabo       | Gubás Gabi       |
| Auggie Anderson | Christopher Gorham | Simon Kornél     |
| Joan Campbell   | Kari Matchett      | Orosz Anna       |
| Danielle Brooks | Anne Dudek         | Spilák Klára     |
| Jai Wilcox      | Sendhil Ramamurthy | Galbenisz Tomasz |
| Arthur Campbell | Peter Gallagher    | Kőszegi Ákos     |

## Epizódok
| Évad | Évad | Epizódok | Eredeti sugárzás | Eredeti sugárzás     | Eredeti adó | Magyar sugárzás      | Magyar sugárzás    | Magyar adó |
| Évad | Évad | Epizódok | Évadpremier      | Évadfinálé           | Eredeti adó | Évadpremier          | Évadfinálé         | Magyar adó |
| ---- | ---- | -------- | ---------------- | -------------------- | ----------- | -------------------- | ------------------ | ---------- |
|      | 1    | 11       | 2010. július 13. | 2010. szeptember 14. | USA Network | 2012. március 5.     | 2012. május 21.    | Viasat 3   |
|      | 2    | 16       | 2011. június 7.  | 2011. december 6.    | USA Network | 2013. január 8.      | 2013. április 23.  | Viasat 3   |
|      | 3    | 16       | 2012. július 10. | 2012. november 20.   | USA Network | 2014. szeptember 29. | 2014. október 20.  | Viasat 3   |
|      | 4    | 16       | 2013. július 16. | 2013. november 21.   | USA Network | 2014. november 26.   | 2014. december 17. | Viasat 3   |
|      | 5    | 16       | 2014. június 24. | 2014. december 18.   | USA Network | 2016. április 21.    | 2016. május 12.    | Viasat 3   |